# Wangdue Phodrang (district)
Wangdue Phodrang (alternatieve spelling Andguphodang, Wangdue, Wangdi Phodrang, Wangdupotrang, Wangü-Phodrang) is een van de dzongkhag (districten) van Bhutan. De hoofdstad van het district is Wangdue Phodrang. In 2005 telde het district 31.135 inwoners.

Wangdue Phodrang (district)
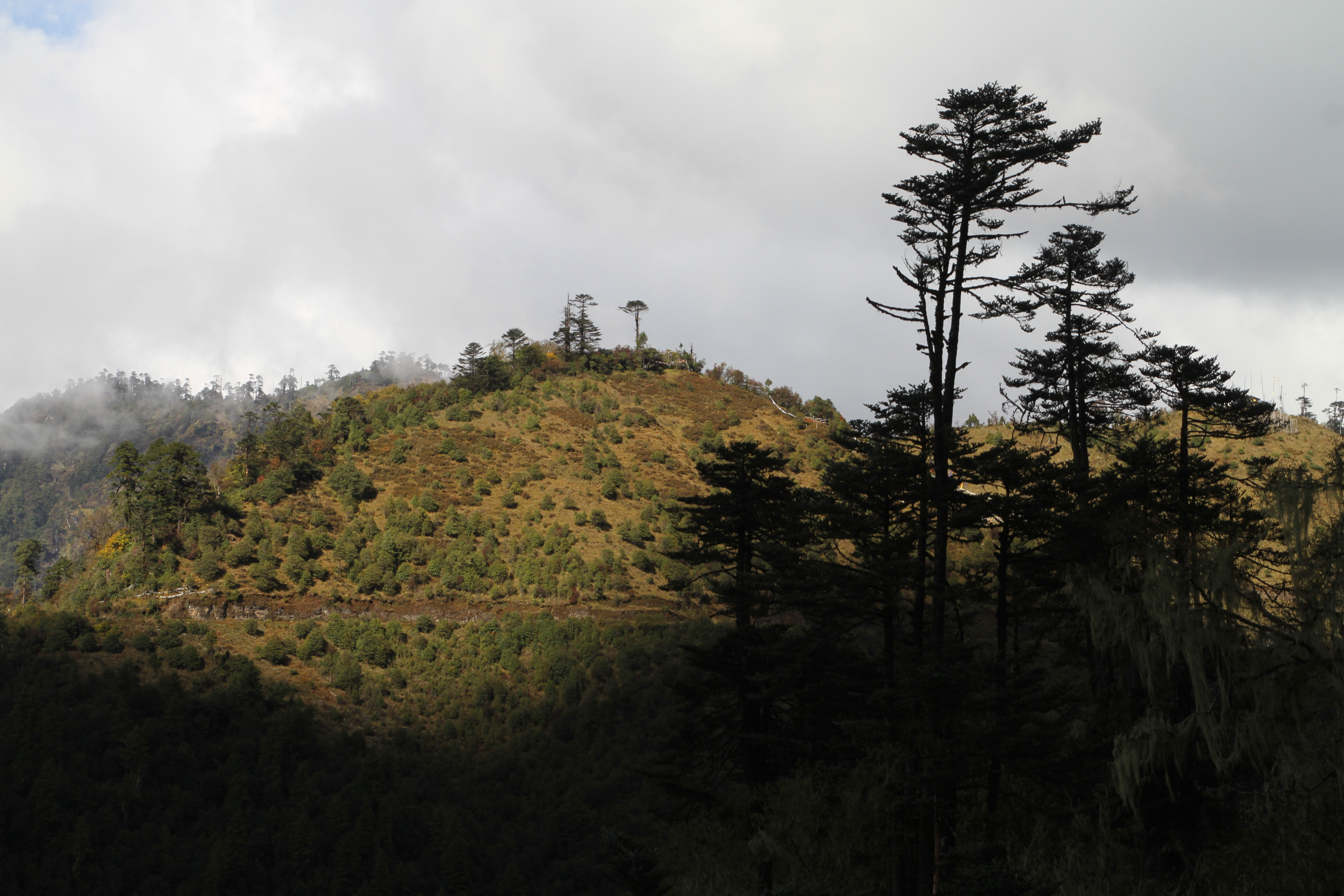
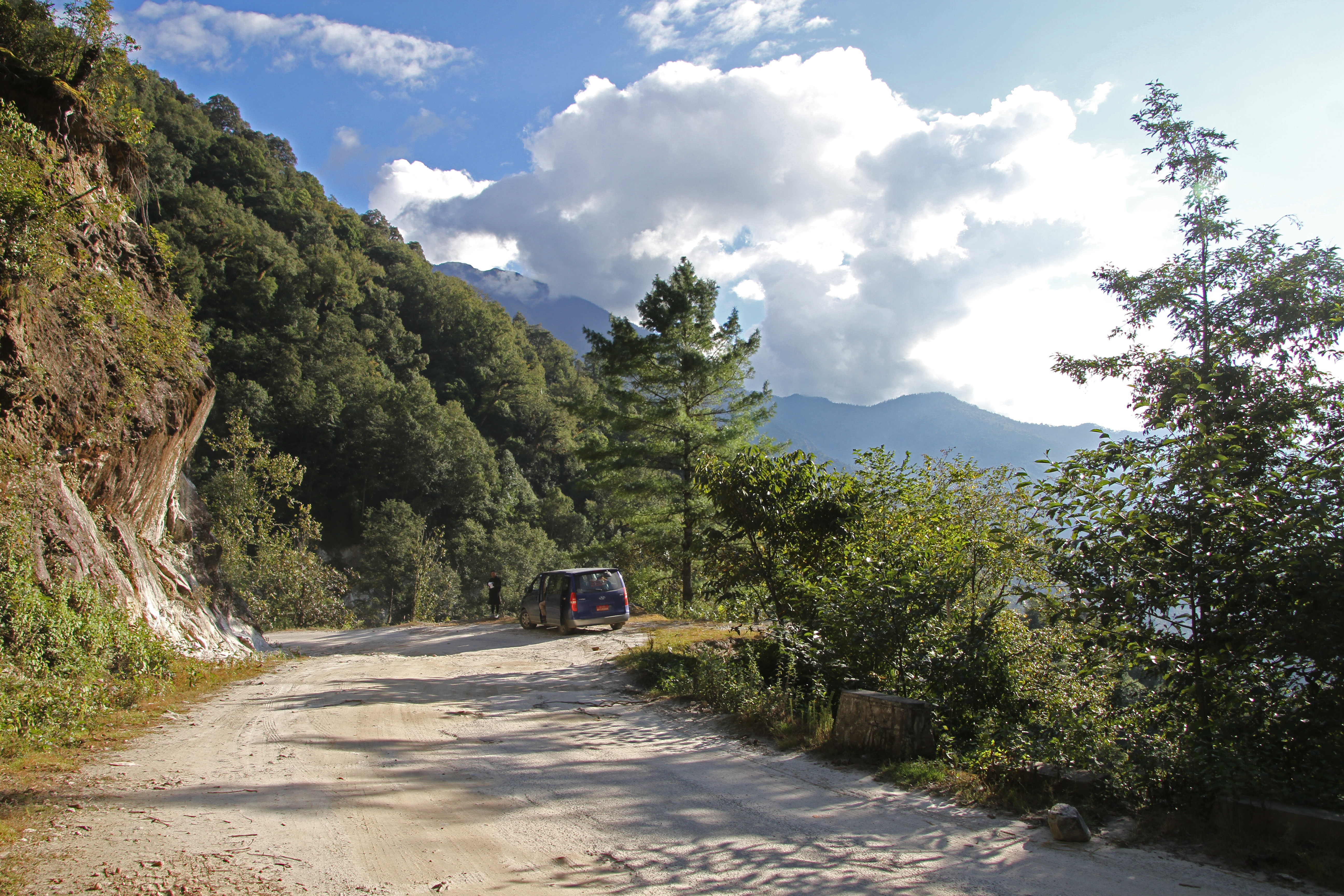
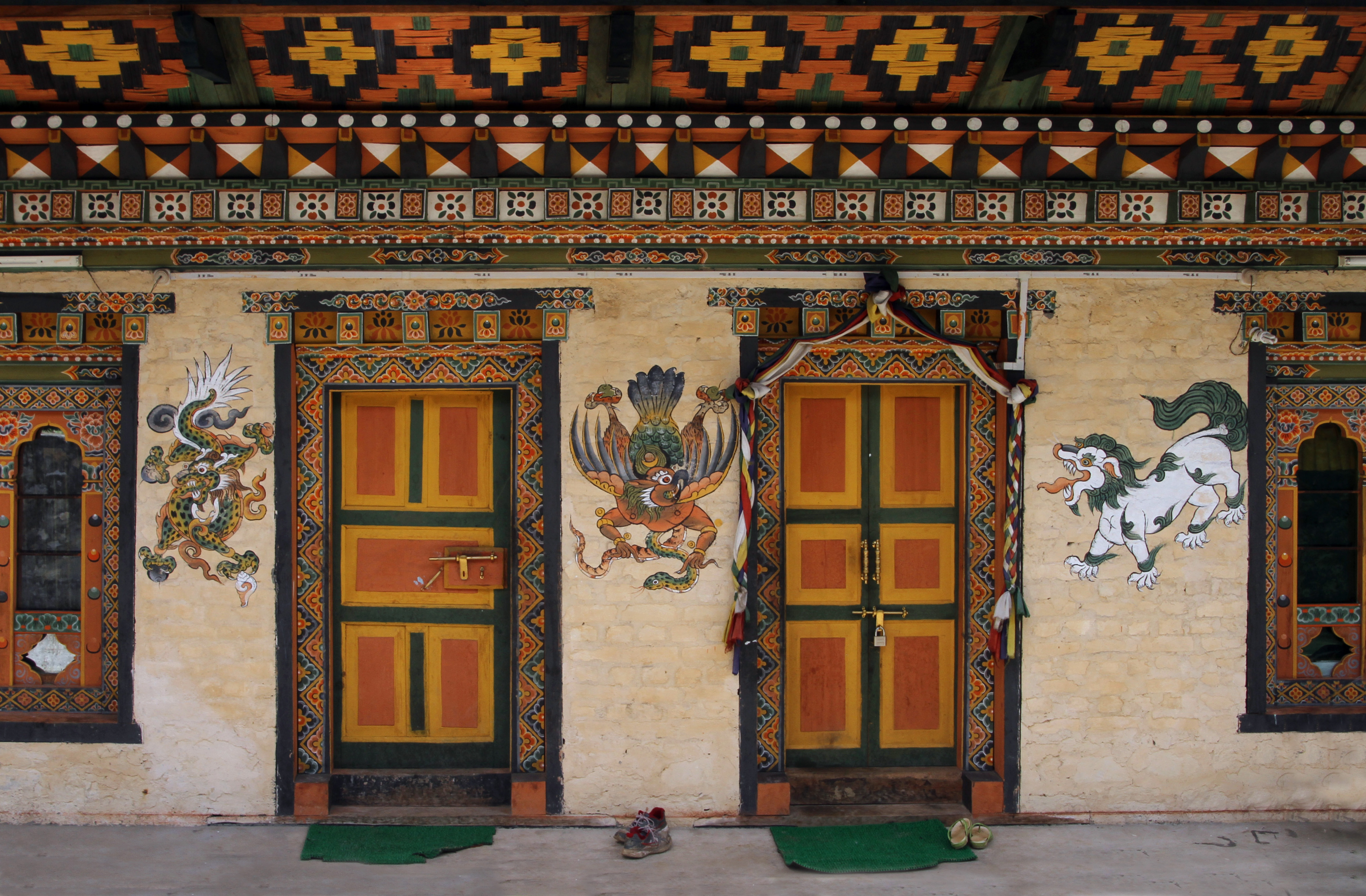
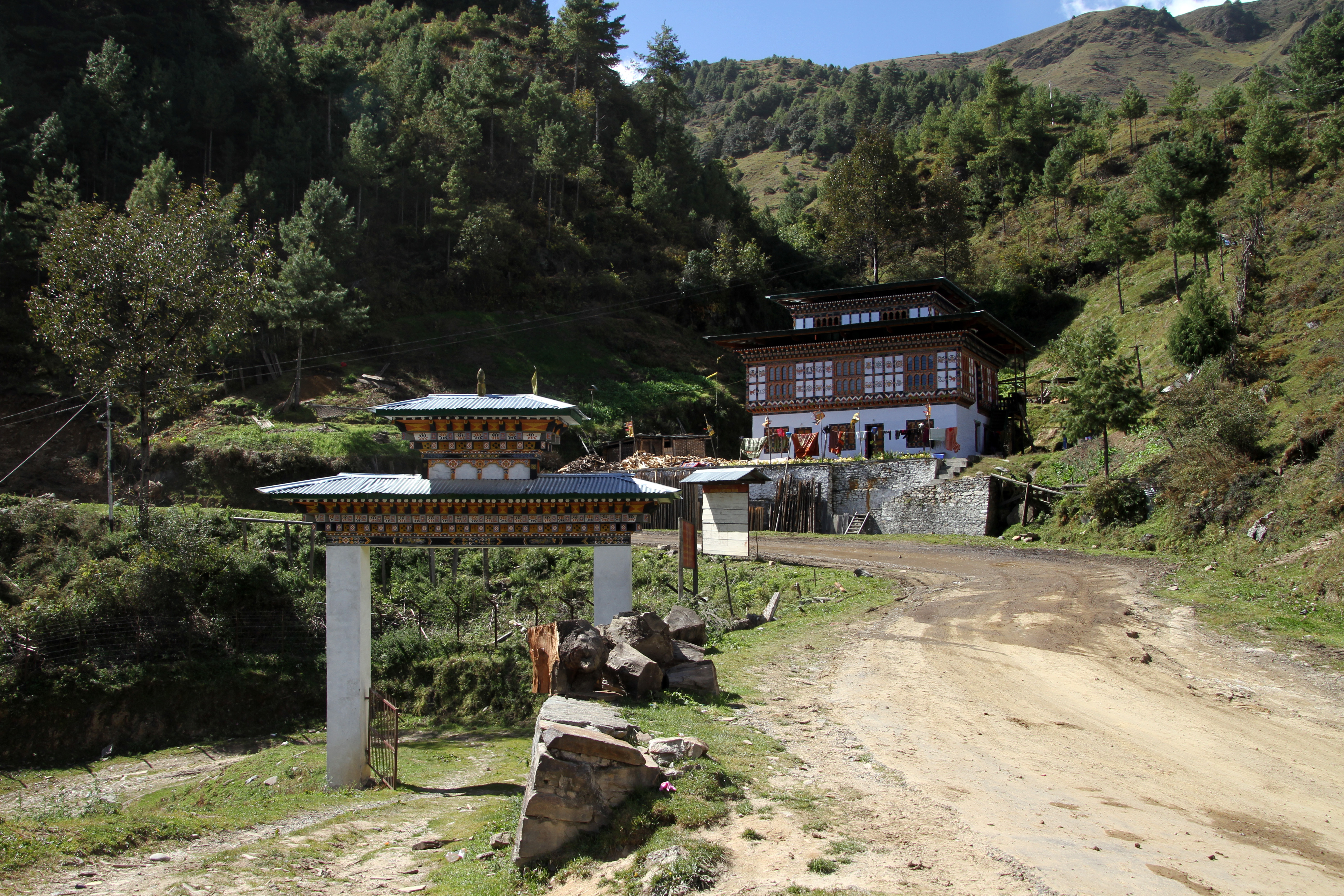
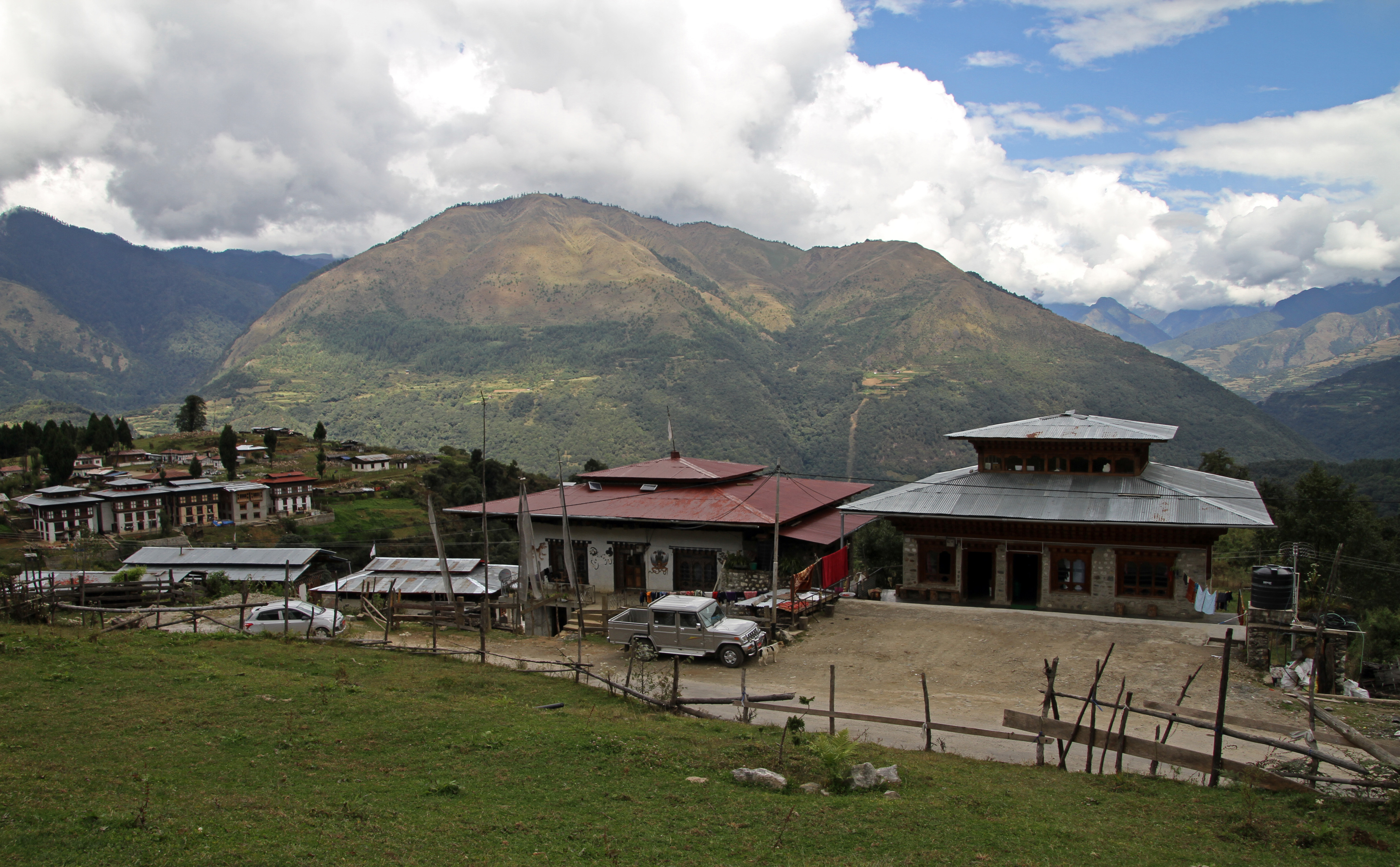
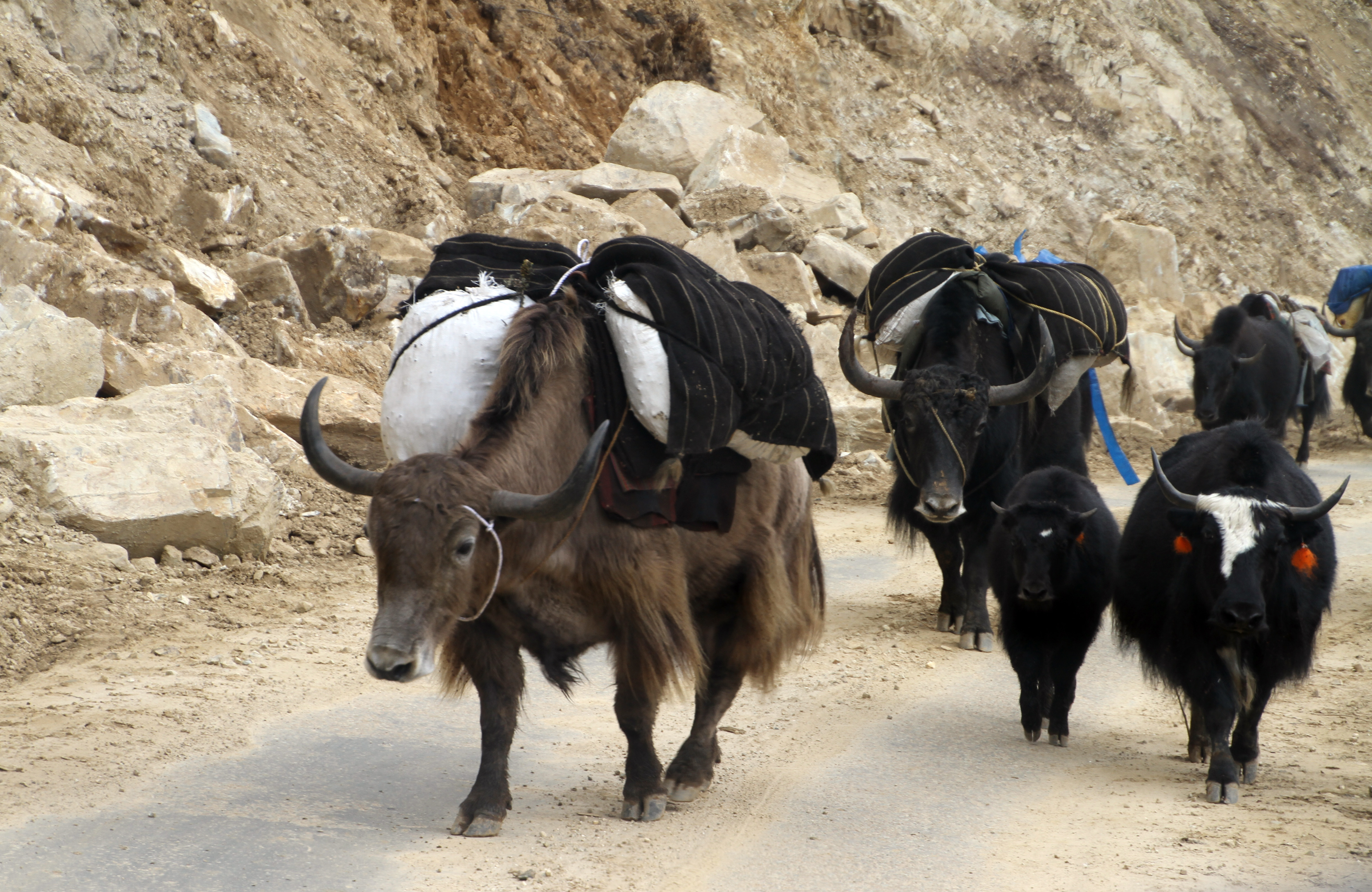

Bumthang · Chukha · Dagana · Gasa · Haa · Lhuntse · Mongar · Paro · Pemagatshel · Punakha · Samdrup Jongkhar · Samtse · Sarpang · Thimphu · Trashigang · Trashiyangste · Trongsa · Tsirang · Wangdue Phodrang · Zhemgang